# مارکوس کلادیوس فرونتو
مارکوس کلادیوس فرونتو (کشته شده در نبرد ۱۷۰ پس از میلاد) سناتور و کنسول رومی و ژنرال ارتش امپراتوری روم در زمان امپراتوران آنتونینوس پیوس (۶۱-۱۳۸)، مارکوس اورلیوس (۸۰-۱۶۱) بود. و لوسیوس وروس (دوره فرمانروایی ۱۶۱-۶۹).

## اوایل زندگی
هیچ چیز در مورد زندگی اولیه فرونتو شناخته نشده است، جز اینکه خانواده او در آسیای صغیر هستند و پدرش، تیبریوس کلادیوس فرونتو، یک سناتور رومی بود. بنابراین فرونتو درنظم سناتوری نخبگان بسیار ممتاز و ثروتمند از حدود ۶۰۰ خانواده که اکثر پست های نظامی و غیرنظامی اصلی امپراتوری را پر می‌کردند، متولد شد. فرونتو به دنبال یک دوره معمولی سناتوری (حرفه خدمات عمومی)، ترکیبی از پست های غیرنظامی و نظامی بود.